# Alleanza delle Forze Nazionali
L'Alleanza delle Forze Nazionali (in arabo حالف القوى الوطنية‎?, Tahalouf al-quwa al-wataniyya) è un'alleanza politica libica.
AFN è stata creata nel 2012, quale coalizione elettorale per raccogliere circa sessanta movimenti politici libici di ispirazione moderata e favorevoli ad un sistema politico democratico.
Leader dell'Alleanza è Khaled al Marimi.
L'Alleanza è composta da movimenti politici dall'ispirazione ideologica alquanto variegata, ma concordi nell'assicurare alla Libia un sistema istituzionale che garantisca le libertà politiche, economiche e lontani da posizioni islamiste, anche se vicini alla cultura islamico-democratica.
Alle elezioni parlamentari del 2012, prime elezioni libere dopo la caduta di Gheddafi, l'AFN ottenne 39 degli 80 seggi del Congresso nazionale generale assegnati con lo scrutinio di lista (mentre i restanti 120 venivano attribuiti a candidati indipendenti).

## Presidenti
- Maḥmūd Jibrīl (2012-2020)
- Khaled al Marimi (2020-in carica)